# Gare de Toul
Gare de Toul vasútállomás Franciaországban, Toul településen.

## Vasútvonalak
Az állomást az alábbi vasútvonalak érintik:
- Párizs-Strasbourg-vasútvonal
- Culmont-Chalindrey–Toul-vasútvonal
- Toul-Rosières-aux-Salines-vasútvonal

## Kapcsolódó állomások
A vasútállomáshoz az alábbi állomások vannak a legközelebb:
- Gare de Foug
- Gare de Fontenoy-sur-Moselle
- Gare de Neufchâteau
- Gare de Nancy-Ville
- Gare de Commercy
- Gare de Liverdun